# Flash Airlines
Flash Airlines foi uma empresa aérea privada sediada em Cairo, no Egito. A companhia aérea operou em voos comerciais não regulares de passageiros em rotas domésticas e internacionais.

## História
A companhia aérea foi fundada em 1995 como Heliopolis Airlines. Em 1996 recebeu seu certificado de operação das autoridades egípcias. Em 2000 tornou-se um membro do grupo Flash. Durante esse ano, a Flash Airlines tinha um 737-300 e depois adquiriu-se um outro 737-300 em 2002.
Em 2002, o Departamento Federal de Aviação da Suíça inspecionou o SU-ZCF, e descobriu que estava sem documento de navegação e que as reservas de combustível não eram calculadas segundo os padrões internacionais e que a sinalização de emergência estava parcialmente "inutilizavel". As autoridades suíças afirmaram que a inspeção no segundo avião da Flash Airlines e afirmaram "essencialmente os mesmos defeitos". Como a empresa não conseguiu comprovar que havia resolvido os problemas, a Flash foi proibida de voar na suíça poucos dias depois. A Polónia também proibiu a Flash Airlines, enquanto os operadores turísticos da Noruega pararam de contratar a empresa.
Segundo a companhia aérea, seus aviões eram equipados com equipamentos de navegação de última geração e seus pilotos tinham pelo menos 5.000 horas de vôo. No início de 2004 o SU-ZCF operando o voo 604 caiu de Sharm el Sheikh para Paris via Cairo. A investigação subsequentemente expôs as medidas precárias de segurança inadequadas e a desorientação do piloto, o que levou a falência da Flash Airlines.

## Frota
| Aeronaves      | Quantidade | Período de operação |
| -------------- | ---------- | ------------------- |
| Boeing 737-3Q8 | 2          | 2001-2004           |

| Aeronaves              | Quantidade | Período de operação |
| ---------------------- | ---------- | ------------------- |
| Airbus A310            | 1          | 1997-1999           |
| Boeing 737-3Q8         | 3          | 2000-2001           |
| McDonnel Douglas MD-83 | 1          | 1996-1998           |

## Acidentes
- 3 de janeiro de 2004: um Boeing 737-3Q8 prefixo SU-ZCF, operando o Voo Flash Airlines 604, caiu no mar vermelho logo após a decolagem do Aeroporto Internacional de Xarm el-Xeikh. Todas as 148 pessoas a bordo, entre passageiros e tripulantes, morreram.[6][7]